# Samuel Silverio Buitrago Trujillo
Samuel Silverio Buitrago Trujillo CM (* 21. Juni 1930 in Manizales; † 11. April 1990) war ein kolumbianischer römisch-katholischer Ordensgeistlicher und Erzbischof von Popayán.

## Leben
Samuel Silverio Buitrago Trujillo trat der Ordensgemeinschaft der Lazaristen bei und empfing am 22. Dezember 1956 das Sakrament der Priesterweihe.
Am 11. Oktober 1968 ernannte ihn Papst Paul VI. zum Titularbischof von Aquae Novae in Numidia und zum Weihbischof in Manizales. Der Erzbischof von Manizales, Arturo Duque Villegas, spendete ihm am 7. Dezember 1968 die Bischofsweihe; Mitkonsekratoren waren der Bischof von Pereira, Baltasar Álvarez Restrepo, und der Erzbischof von Medellín, Tulio Botero Salazar CM.
Papst Paul VI. bestellte ihn am 18. Dezember 1972 zum Bischof von Montería. Am 11. Oktober 1976 ernannte ihn Paul VI. zum Erzbischof von Popayán.